# Orientozeuzera aeglospila
Orientozeuzera aeglospila is een vlinder uit de familie van de Houtboorders (Cossidae). De wetenschappelijke naam van de soort is voor het eerst gepubliceerd in 1915 door Alfred Jefferis Turner.
De soort komt voor in Australië (Queensland).